# フレデリック・アシュトン

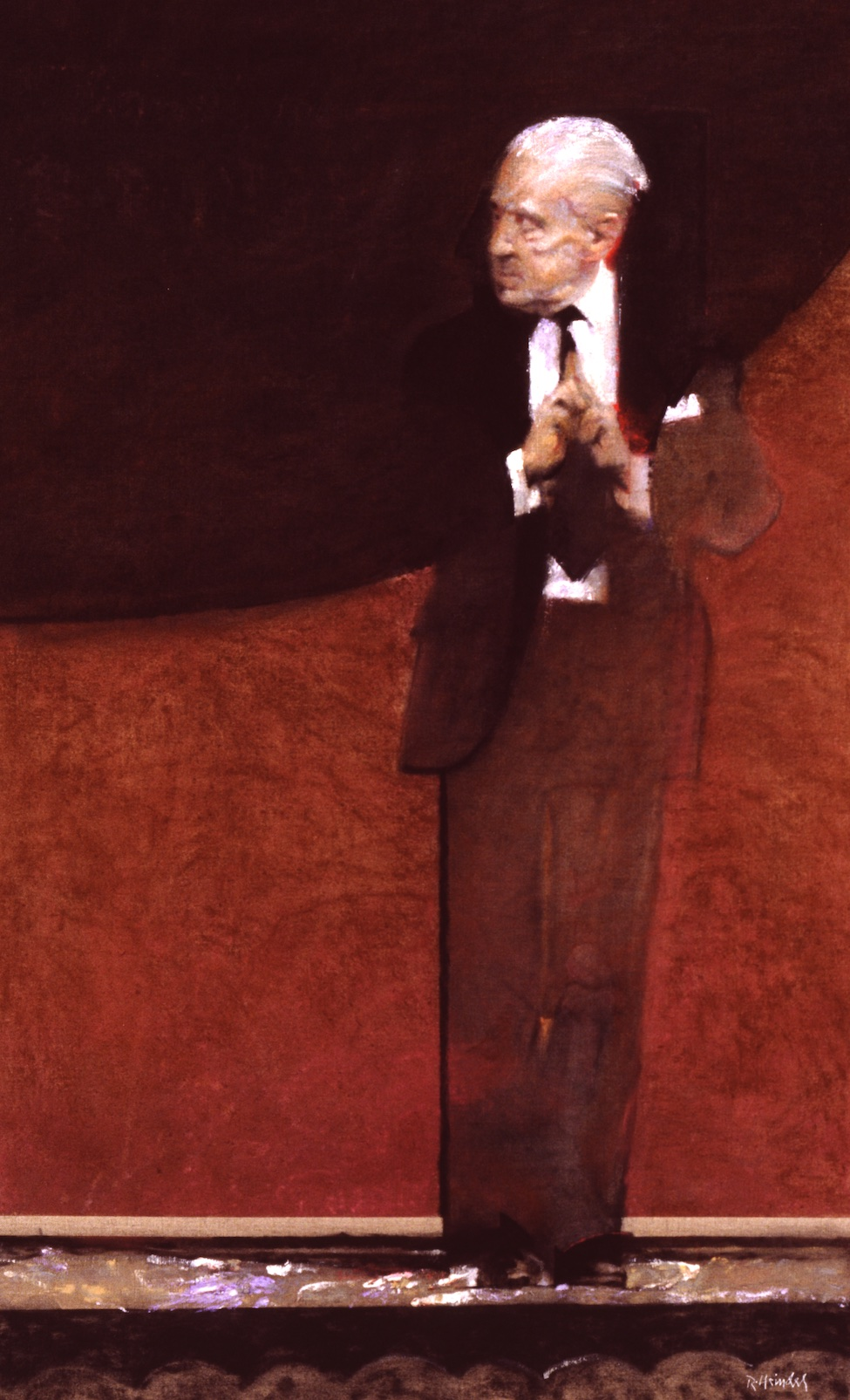
絵画

フレデリック・アシュトン （Sir Frederick William Mallandaine Ashton, 1904年9月17日 - 1988年10月18日） は、イギリスのバレエダンサー、振付家。

## 経歴
エクアドルのグアヤキルで英国人外交官の四男として生まれる。

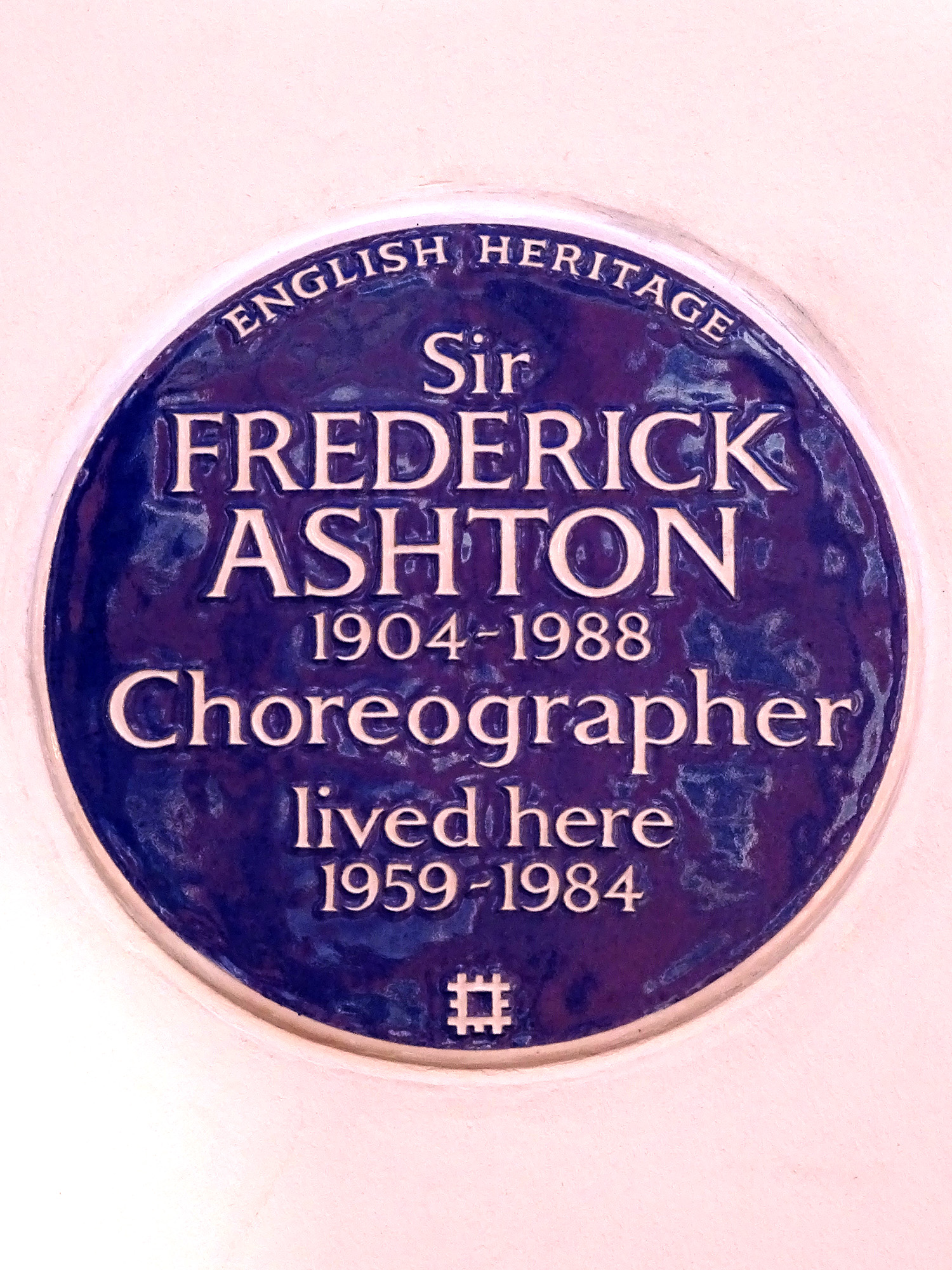
記念レリーフ

13歳のときペルーの劇場でアンナ・パヴロワの舞台を観てダンサーを志す。18歳でロンドンの貿易会社に就職するが、両親に隠れてレオニード・マシーンの土曜レッスンに通うようになる。やがてマリー・ランバートの主宰するバレエスクールに入学。1928年、パリのイダ・ルビンシュタインの主宰するカンパニーで学び、翌年ロンドンへ戻りバレエ・ランバートに入団。タマーラ・カルサヴィナやアリシア・マルコワのパートナーとして踊る。この頃、ランバートやブロニスラヴァ・ニジンスカの影響を受け振付を開始する。

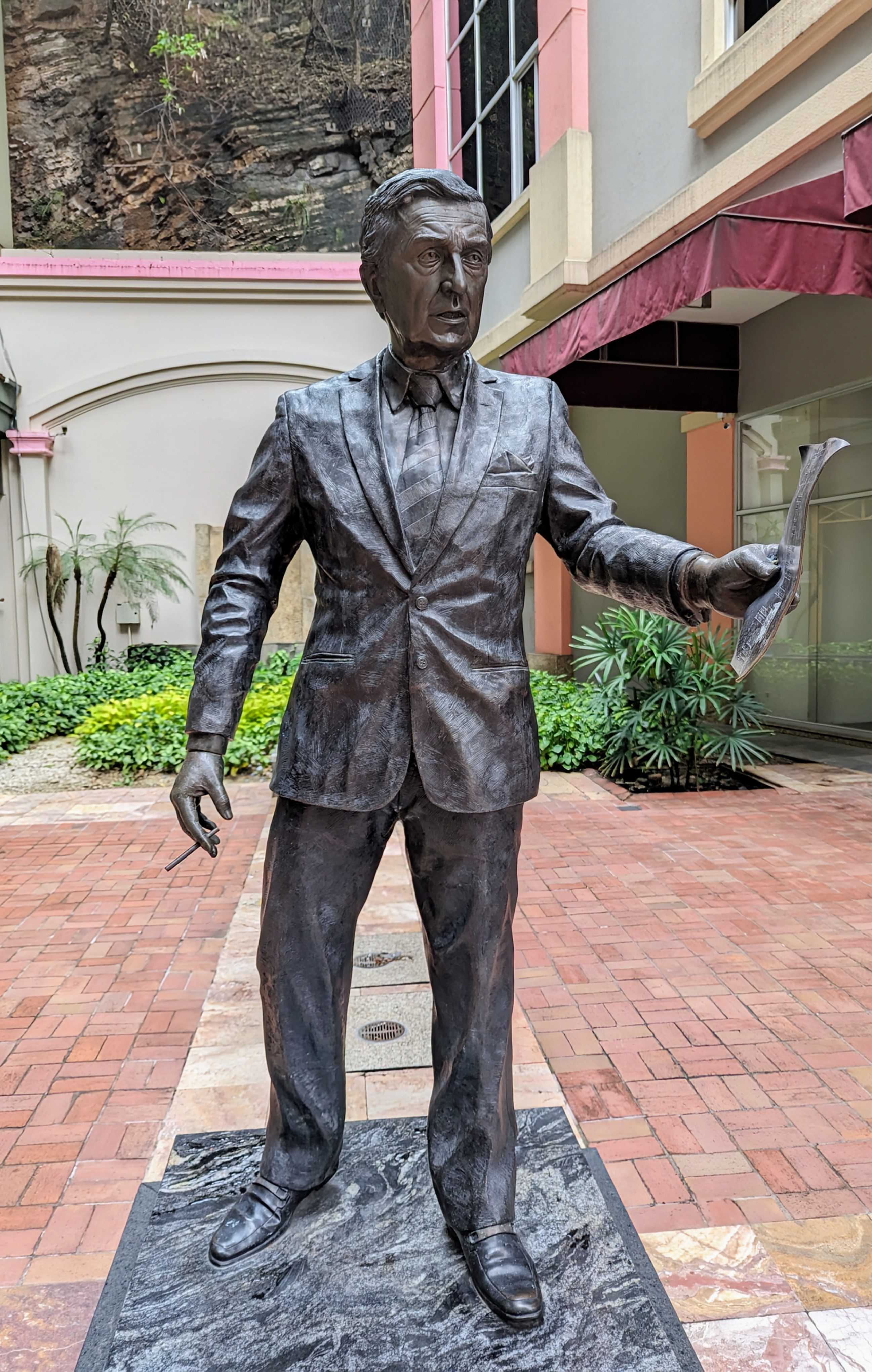
モニュメント

1935年にニネット・ド・ヴァロアの主宰するヴィック・ウェルズ・バレエ（後のロイヤル・バレエ団）に入団。ダンサー兼主席振付家として頭角を現し、1960年「ラ・フィユ・マル・ガルデ（リーズの結婚）」改訂振付の成功により名声を得る。以来精力的に作品を振り付け、確かなバレエテクニックを基礎とした物語的要素の強い、それでいて、どことなくユーモラスな作品を得意とした。また、自身も優秀なキャラクターダンサーであり、「シンデレラ」の醜い姉をコミカルに演じ、喝采を得たという。
マーゴ・フォンテインを多く起用し、彼女とルドルフ・ヌレエフのために振り付けた「マルグリットとアルマン」（1963年）は特に有名である。
1962年にバレエへの貢献を認められナイトの称号を贈られる。
1963年から同バレエ団の芸術監督に就任。1970年に退任するが、後任のケネス・マクミランと共にロイヤル・バレエ団を世界有数のバレエ団へと築き上げた。
1988年にサフォークの自宅で死去。

## 代表作
- 1918〜19頃の絵画ラ・ペリ （1931年）

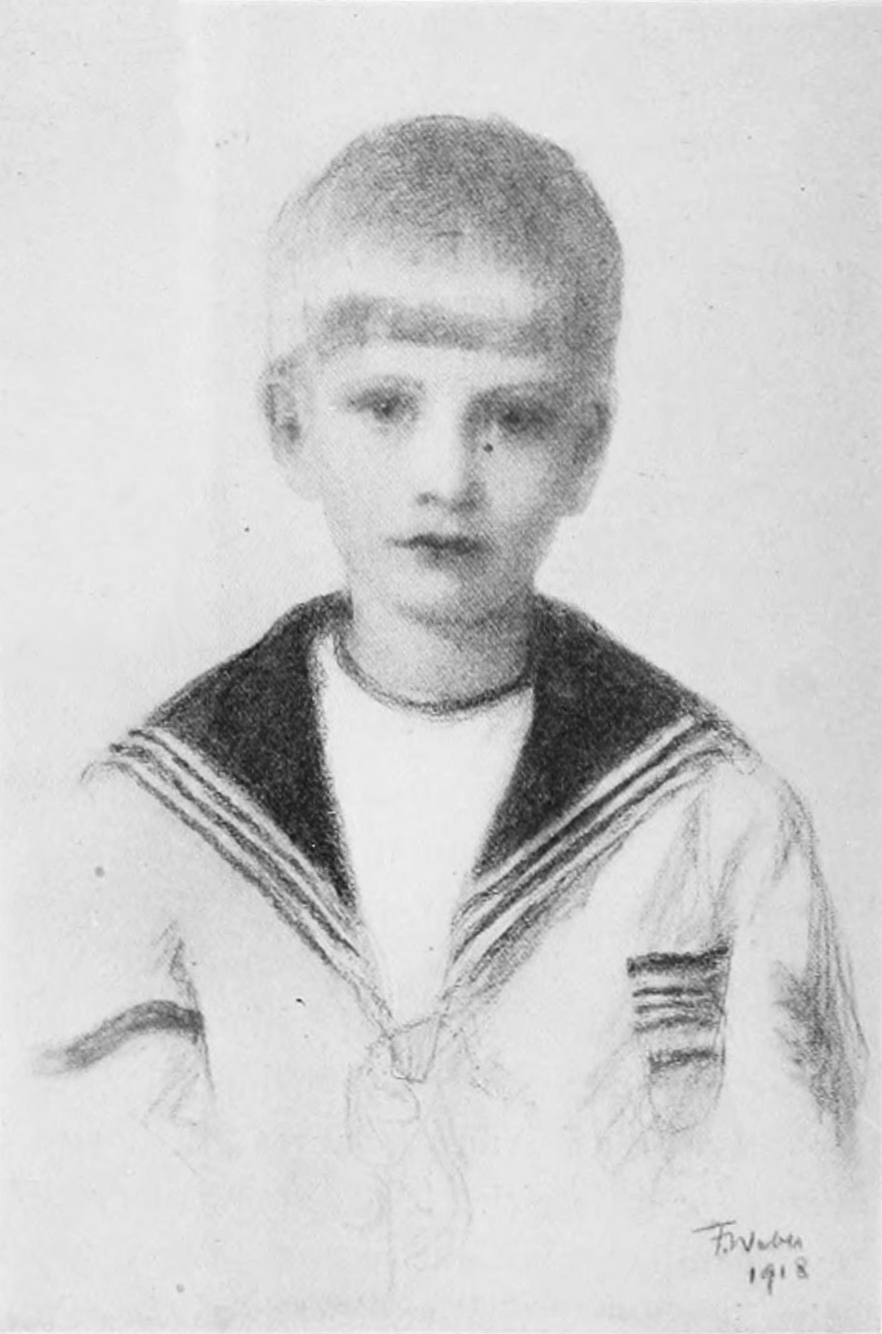
1918〜19頃の絵画

- レ・パティヌール～スケートをする人々～（1937年）
- シンフォニック・バリエーション （1946年）
- バレエの情景 （1948年）
- シンデレラ （1948年）
- ダフニスとクロエ （1951年）
- シルヴィア （1952年）
- 誕生日の贈り物（1956年）
- ラ・ヴァルス （1958年）
- リーズの結婚 （1960年）
- 二羽の鳩 （1961年）
- マルグリットとアルマン （1963年）
- エニグマ・バリエーションズ （1968年）